# Schloss Gammesfeld
Schloss Gammesfeld ist ein ehemaliges, kleines Landadel-Schlösschen in Gammesfeld, einem Ortsteil der Gemeinde Blaufelden im baden-württembergischen Landkreis Schwäbisch Hall. Das Gebäude entstand im 17. Jahrhundert auf den Resten der mittelalterlichen Burg Gammesfeld. Es ist in Privatbesitz und kann nicht besichtigt werden.

## Lage und Beschreibung
Das zweiflügelige, verputzte Fachwerk-Schlösschen steht am nordwestlichen Ortsrand vom Gammesfeld (Schlossstraße 10) und ist von einem gut erhaltenen Wassergraben umgeben, der von einer steinernen Bogenbrücke überspannt wird. Auf Lidar-Bildern sind noch weitere Wälle und Gräben sichtbar.

## Geschichte
Ein Adelsgeschlecht von Gammesfeld wurde erstmals im Jahre 1101 mit einem Heinrich von Gammesfeld erwähnt. Das Geschlecht erbaute und bewohnte die Burg im Dorf. Anschließend kam die Burg an die Herren von Bebenburg; 1363 wurde sie erstmals erwähnt. 1367 überließ Conrad von Bebenburg seinem Verwandten Wilhelm von Bebenburg die Veste Gamsfelt. Im Jahr 1380 verpfändeten Wilhelm von Bebenburg und seine Frau die Burg Gammesfeld an Walther von Hohenried. Nach der Auslösung verkauften sie die Anlage an den Burggrafen Friedrich V. von Nürnberg aus dem Haus Hohenzollern, von dem sie 1388 durch Kauf an die Reichsstadt Rothenburg ob der Tauber kam. 1407 eroberten die Burggrafen im Krieg mit Rothenburg die Burg wieder zurück, jedoch gelang den Truppen der Rothenburger, die Anlage bei einem Gegenangriff niederzubrennen. Durch Vermittlung des Kaisers musste die Burg 1408 an die Stadt zurückgegeben werden, jedoch unter der Bedingung ihres vollständigen Abbruchs. Die Rothenburger hielten sich jedoch nicht an die Abmachung und nahmen noch im selben Jahr den Wiederaufbau in Angriff. Am Ende des 15. Jahrhunderts (1494) wurde die Burg zum zweiten Mal zerstört. 1608 wurde der Burgstall erneut bebaut und diente als Amtssitz eines Vogts. Im Dreißigjährigen Krieg (1618 bis 1648) wurde das Schloss schwer in Mitleidenschaft gezogen. Nach dem Westfälischen Frieden verkaufte die Stadt Rothenburg das beschädigte Schlösschen 1650 an den kaiserlichen Generalauditor Heinrich Graaß, der es schon 1654 an Johann Wildstock veräußerte. 1694 kam das Anwesen in die Hand des Senators Ehrhard aus Rothenburg. Im 18. Jahrhundert wurde das Schloss in ein Bauernhaus umfunktioniert. 